# Aleksandr Karșakevici
Aleksandr Vladimirovici Karșakevici (belarusă Аляксандр Уладзіміравіч Каршакевіч; rusă Александр Владимирович Каршакевич, născut pe 6 aprilie 1959 în Așmianî, voblastul Hrodna) este un fost jucător sovieto-belarus de handbal care a concurat la Jocurile Olimpice de vară din 1980 și la Jocurile Olimpice de vară din 1988.
În 1980 a câștigat medalia de argint alături de o echipă sovietică. A jucat patru meciuri cu tot cu finala și a marcat 13 goluri.
Opt ani mai târziu a câștigat medalia de aur alături de echipa sovietică. A jucat cinci meciuri cu tot cu finala și a marcat 20 de goluri.